# Anya Louw
Anya Louw, née le 16 octobre 2000 à Devonport, est une coureuse cycliste australienne.

## Biographie
Au cours de ses années juniors, Anya Louw s'illustre en devenant vice-championne d'Australie de contre-la-montre en 2017 et 2018, mais surtout championne d'Océanie de contre-la-montre en 2018.
Après un début de carrière élite en Australie, notamment avec l'équipe ARA-Skip Capital, elle signe en juillet 2022 avec l'équipe AG-Insurance NXTG. Elle est immédiatement sélectionnée par son équipe pour participer au premier Tour de France Femmes, et s'illustre notamment sur la 5e étape où elle est échappée en compagnie de Victoire Berteau (Cofidis), Antri Christoforou (Human Powered Health) et Emily Newsom (EF Education-Tibco).
En 2024, elle s'illustre lors de la 7e étape du Tour d'Espagne après une longue échappée à son initiative

## Palmarès sur route

### Par années
- 2017
  - 2e du championnat d'Australie du contre-la-montre juniors
- 2018
  -  Championne d'Océanie du contre-la-montre juniors
  - 2e du championnat d'Australie du contre-la-montre juniors
- 2021
  - 2e du championnat d'Australie du contre-la-montre espoirs
- 2022
  -  Championne d'Océanie du contre-la-montre espoirs
  -  Championne d'Australie du contre-la-montre espoirs
  -  Médaillée d'argent du championnat d'Océanie sur route espoirs
- 2025
  - 3e du championnat d'Australie du contre-la-montre

### Résultats sur les grands tours

#### Tour de France
2 participations :
- 2022 : 107e
- 2024 : abandon (7e étape)

#### Tour d'Espagne
1 participation : 
- 2024 : 85e

### Classements mondiaux
| Année                                 | 2019 | 2020 | 2021 | 2022 | 2023 | 2024 |
| ------------------------------------- | ---- | ---- | ---- | ---- | ---- | ---- |
| Classement UCI                        | 621e | nc   | 561e | 183e | nc   | 689e |
| UCI World Tour                        | nc   | nc   | nc   | nc   | nc   | 230e |
|                                       |      |      |      |      |      |      |
| Légende : nc = non classéSource : UCI |      |      |      |      |      |      |